# Vincenzo Riccio (politico)
Vincenzo Riccio (Napoli, 27 novembre 1858 – Roma, 20 agosto 1928) è stato un politico italiano.

## Biografia
Avvocato, fu Ministro delle poste del Regno d'Italia nel Governo Salandra I e Governo Salandra II, Ministro dei lavori pubblici nel governo Governo Facta I e Ministro dell'agricoltura nel governo Orlando.
Fu eletto Deputato del Regno d'Italia per otto legislature consecutive, a partire dal 1897, rimanendo in carica fino alla morte, avvenuta nell'agosto 1928, all'età di 69 anni.